# Ceratocoma jacksoniae
Ceratocoma jacksoniae är en svampart som först beskrevs av Henn. ex McAlpine, och fick sitt nu gällande namn av Buriticá & J.F. Hennen 1991. Ceratocoma jacksoniae ingår i släktet Ceratocoma och familjen Pucciniosiraceae.   Inga underarter finns listade i Catalogue of Life.